# جيمس سوتو روبرتس
جيمس سوتو روبرتس (بالإنجليزية: James Soto Roberts)‏ (10 يناير 1992 ببوكانان في ليبيريا - ) هو لاعب كرة قدم ليبيري في مركز الهجوم.

## وصلات خارجية
- جيمس سوتو روبرتس على موقع ناشيونال فوتبول تيمز (الإنجليزية)